# تتیانا روماننکو
تتیانا روماننکو (اوکراینی: Тетяна Олександрівна Романенко؛ زادهٔ ۳ اکتبر ۱۹۹۰) بازیکن فوتبال اهل اوکراین است.
از باشگاه‌هایی که در آن بازی کرده‌است می‌توان به  Reims اشاره کرد.
وی همچنین در تیم ملی فوتبال زنان اوکراین بازی کرده‌است.